# Zakàmensk
Zakàmensk (en buriat: Захаамин, Zakhaamin; en rus: Зака́менск, Zakàmensk) és una ciutat de la República de Buriàtia, a Rússia. Es troba a només 8 quilòmetres de la frontera amb Mongòlia.

## Història
La vila fou creada com un camp de miners el 1893 amb el nom de Gorodok. Rebé l'estatus de ciutat el 1944 i el nom de Zakàmensk el 1959.